# Playa La Garita

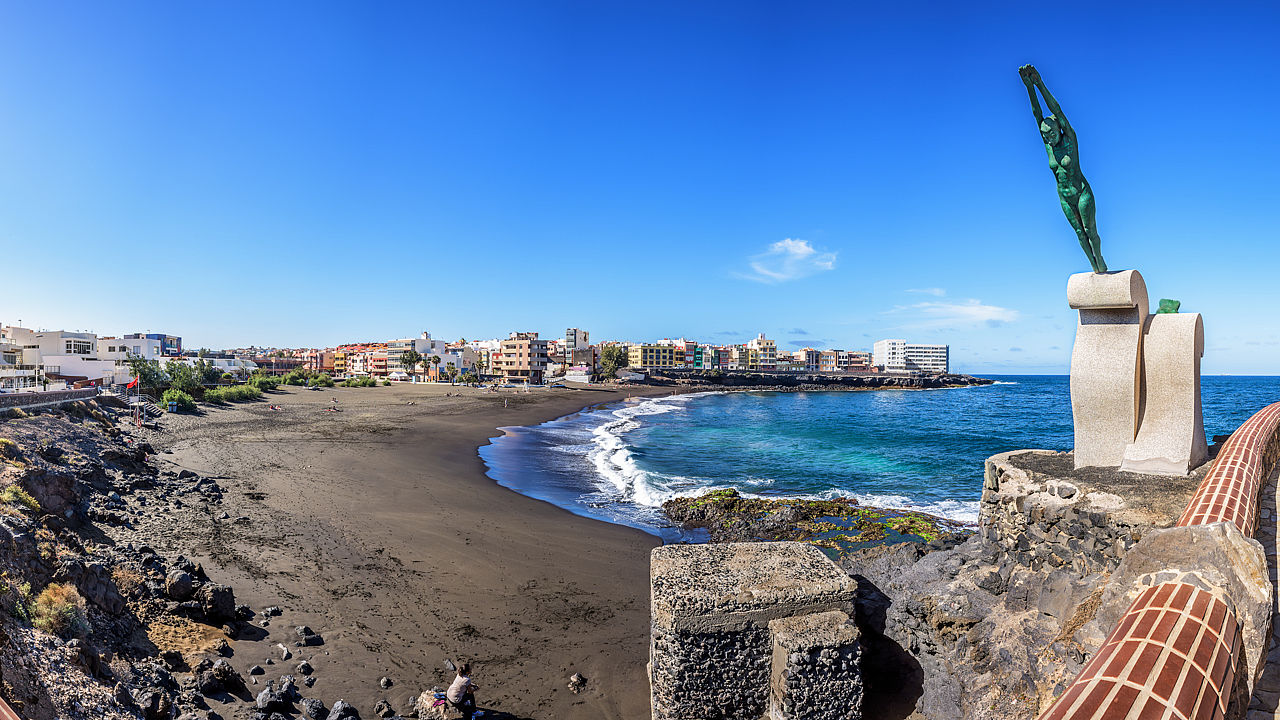
Playa La Garita (Telde)

La playa La Garita está situada en el municipio de Telde, al sureste en la isla Gran Canaria. Se trata de una de las cuatro acogedoras playas de Telde que cuenta con bandera azul. En este caso, La Garita ondea bandera azul en las épocas de alta afluencia (temporal).
Tiene una extensión de unos 250 metros y tiene una preciosa forma de concha abierta. Está formada por arena oscura y fina de origen volcánico. Se sitúa sobre una plataforma de lava perteneciente a los últimos episodios volcánicos ocurridos en la isla. 
Hay una teoría que habla de que la playa de La Garita debe su nombre a una garita que se situaba allí con la finalidad de supervisar la actividad mercantil que se efectuaba en el puerto de Madera en el siglo XVI. Este puerto pertenecía también a esta playa donde, principalmente, los navíos importaban madera, ya que en la isla estas escaseaban por la deforestación causada por los ingenios azucareros. 

## El Bufadero

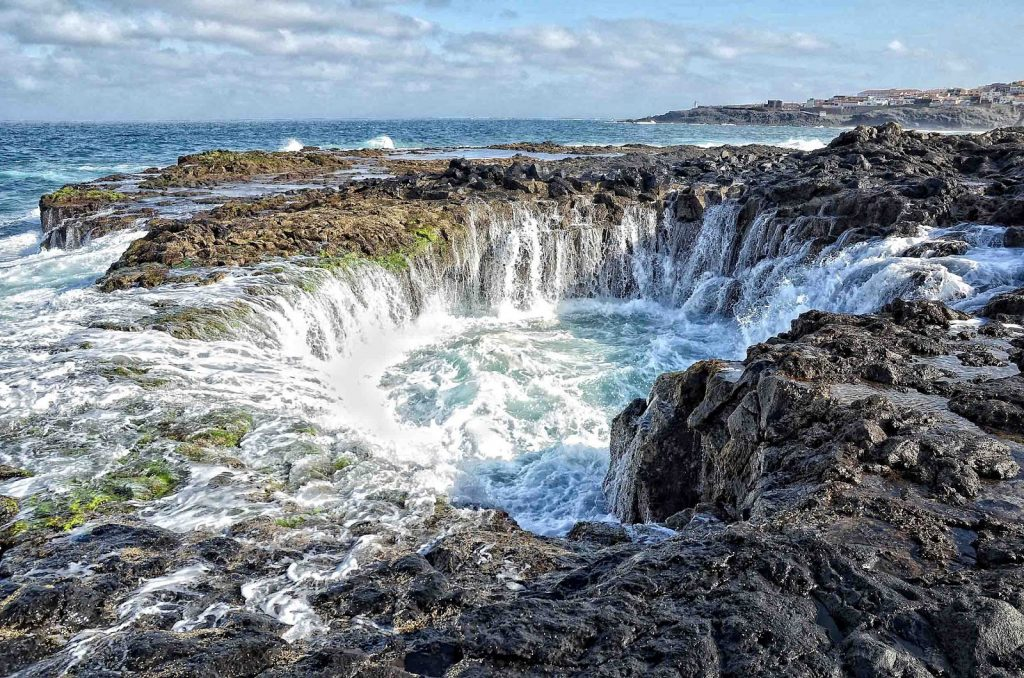
Bufadero en La Garita (Telde)

Muy cerca de la playa La Garita encontramos “El Bufadero”,  una formación geológica donde la marea entra por un agujero submarino llenando el hueco grande y saliendo a presión por uno pequeño produciendo un chorro de agua tipo géiser generando un sonido muy característico.

## Restos arqueológicos
En La Garita, también se encuentra las ruinas de un poblado costero aborigen, situado en la desembocadura del barranco de La Garita.
En la avenida de la misma playa podemos ver un yacimiento arqueológico de casas de piedra, que formaban parte de un conjunto actualmente muy fragmentado en varios solares, habiendo constancia de la existencia de restos de otras estructuras localizadas en las inmediaciones que han desaparecido por la urbanización de todo este entorno.

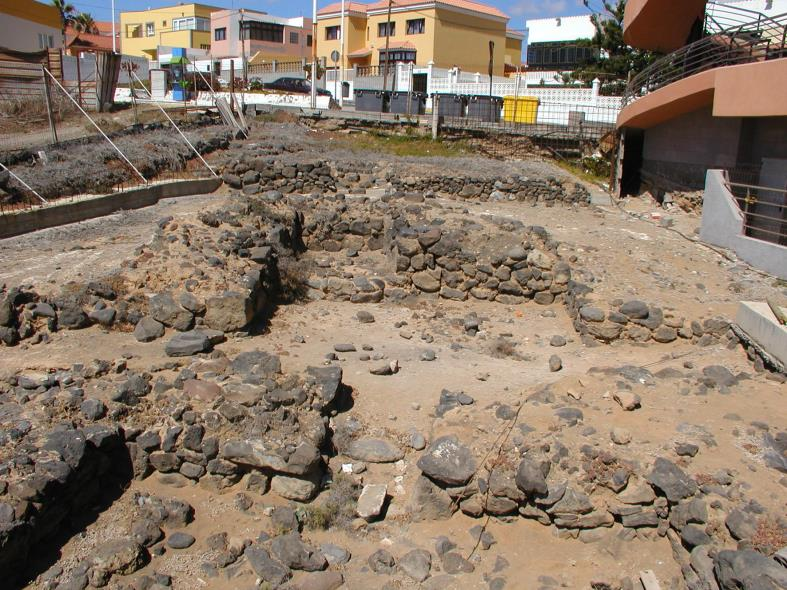
Yacimiento arqueológico

## Otros datos de interés
En cuanto a los servicios que ofrece a sus visitantes podemos destacar: Servicios públicos y adaptados a PMR, rampas de acceso, aparcamientos para personas con PMR, paneles informativos sobre la fauna marina, desfibrilador, servicio de socorrismo, parque infantil, etc.